# 大庭健裕
大庭 健裕（おおば たけひろ、1979年5月12日 - ）は、日本の元男子バレーボール選手。2011年9月までVプレミアリーグのFC東京に所属していた。

## 来歴
香川県高松市（旧香川町出身）。実姉の影響で香川町立香川第一中学1年よりバレーボールを始める。
法政大学を経て、FC東京に入団。第6回V1リーグスパイク賞を受賞。2006-2007シーズンのVチャレンジリーグスパイク賞を受賞。2009年チームのVプレミアリーグ昇格に貢献した。コーチ兼任選手として活躍していた。
2011年8月28日、京都市の路上にて酒に酔った状態でタクシー運転手と口論になり、駆けつけた警察官を暴行したとして公務執行妨害で現行犯逮捕された。これによって、所属するFC東京から9月1日付けで無期限活動停止処分を受け、Vリーグ機構から9月9日付けでVリーグ機構主催大会の出場停止処分(1年間)を受けた。それを受けてFC東京に退団届けを提出し、9月20日、退団が発表された。

## 受賞歴
- 2004年 - 第6回V1リーグ スパイク賞
- 2007年 - 2006/07 チャレンジリーグ スパイク賞

## 所属チーム
- 香川県立坂出工業高校
- 法政大学
- FC東京バレーボールチーム（2002-2011年）